# Munther Abdullah
Munther Abdullah (arabe : منذر عبد الله), né le 12 janvier 1975 aux Émirats arabes unis, est un footballeur international émirien qui évoluait au poste de milieu de terrain.

## Biographie

### Carrière en sélection
Avec l'équipe des Émirats arabes unis, il participe à la Coupe d'Asie des nations 1996. Il joue six matchs lors de ce tournoi, en étant battu par l'Arabie saoudite en finale après une séance de tirs au but.
Cette performance lui permet de participer à la Coupe des confédérations 1997. Il joue trois matchs lors de cette compétition.
Le 9 novembre 1997, il joue un match contre l'équipe de Corée du Sud, rentrant dans le cadre des éliminatoires du mondial 1998.

## Palmarès
Émirats arabes unis
- Coupe d'Asie des nations :
  - Finaliste : 1996.